# Cueva de El Mirón

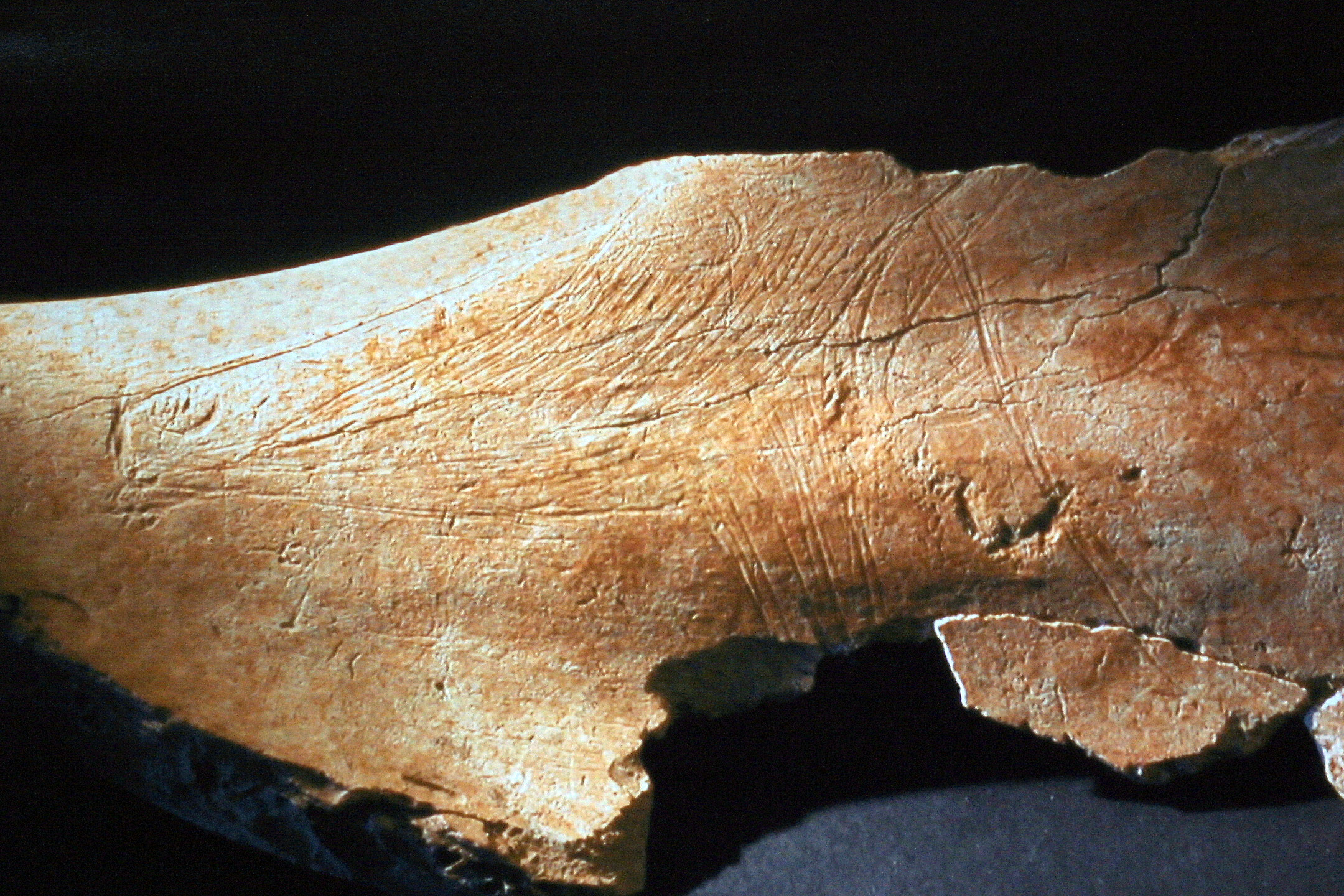
Omoplato o escápula con la silueta de una cabeza de cierva

La cueva de El Mirón es una cavidad situada en el municipio de Ramales de la Victoria, comunidad autónoma de Cantabria (España), que contiene un importante yacimiento arqueológico y paleoantropológico, además de representaciones de arte parietal, del Paleolítico Superior. Es de gran importancia por recoger de forma ininterrumpida restos entre la actualidad y el Musteriense. Se encuentra dentro de la zona arqueológica de Ramales, declarada Bien de Interés Cultural desde 2006. Fue descubierta en 1903.
La campaña de excavaciones realizada en el verano de 2010 en la cueva del Mirón permitió descubrir el que podría ser el primer enterramiento del Magdaleniense encontrado en la península ibérica.
Se trata de un enterramiento secundario, en el que parte de los huesos del esqueleto aparecen desordenados y recubiertos de ocre, práctica, esta última, común en los rituales funerarios del Paleolítico Superior, y detalle que ha conducido a los investigadores a pensar en la posible datación de los restos hallados, pertenecientes, probablemente, a un adulto joven y de pequeña talla.
El catedrático de la Universidad de Cantabria (UC), Manuel González Morales, fue el director de las excavaciones del Mirón, quien trabajó junto a Lawrence G. Straus, de la Universidad de Nuevo México además de otros. González Morales realizó campañas desde el año 1996 hasta 2011, con la financiación de la Consejería de Cultura, Turismo y Deporte del Gobierno de Cantabria, el Ministerio de Educación, la Fundación Marcelino Botín y las fundaciones estadounidenses Leakey y Nacional para la Ciencia, además de donaciones realizadas por la novelista Jean M. Auel, autora de El clan del oso cavernario, y el apoyo logístico y técnico del Instituto Internacional de Investigaciones Prehistóricas de Cantabria.
Los huesos hallados (mandíbula completa, numerosos restos del esqueleto postcraneal, vértebras, costillas y varias falanges) aparecieron cubiertos de un bloque de piedra con grabados junto a una pared de la cueva y rodeados de pequeñas hogueras. La datación por carbono-14 arrojó una edad de unos 18 500 años de antigüedad para los restos. El hallazgo tiene una «gran relevancia científica», ya que permitirá «obtener información sobre las poblaciones humanas que habitaban la zona cantábrica a finales del Paleolítico Superior, incluyendo datos sobre ADN, características antropológicas, alimentación y posibles patologías, así como rituales de enterramientos». Todos los elementos encontrados alrededor, especialmente las hogueras y el color ocre pintado de los huesos, llevaron a pensar en «un enterramiento ritual del Magdaleniense (hace entre 15 000 y 8000 años)», de similares características a la dama roja de Paviland, encontrada en el Reino Unido, según declararon los descubridores. De igual forma, se expuso la hipótesis de que los restos no estén completos se debe a que éstos hubieran sido devorados en parte por animales y alterados por haber estado ubicados junto a una antigua excavación hecha por «caza tesoros». Aun así, el director indicó que el yacimiento estaba «casi intacto», ya que las técnicas empleadas por el equipo de investigadores eran «mucho más selectivas» que las realizadas en otros yacimientos de similares características en Europa.
Las investigaciones en la cueva del Mirón, considerada uno de los yacimientos más importantes de la Cornisa Cantábrica, arrojaron en los años de excavación «una importante cantidad de datos y conocimiento» sobre los asentamientos humanos del Paleolítico (hace entre 42 000 y 4000 años), en un yacimiento al que González Morales definió en 2011 como una inagotable fuente «que no terminará en generaciones».